# Surprise (Crystal Waters-dal)
A Surprise című dal az amerikai Crystal Waters 3. kimásolt kislemeze az azonos címet viselő Surprise című stúdióalbumról. A dal nem volt átütő siker, csupán a Billboard Dance lista 35. helyéig jutott. A dalhoz készült remixeket a The Basement Boys, Vincent Herbert, és Kyamma Griffin készítette.

## Megjelenések
12"  US Mercury – 866 175-1
- A1	Surprise (Open Your Eyes Mix) 7:50
- A2	Surprise (Rhythm & Black Club Mix) 5:55
- B1	Surprise (The Surprise Mix) 7:37
- B2	Surprise (Naughty Boy Hump) 7:24

## Slágerlista
| Slágerlista (1991)                                      | Legjobb helyezések |
| ------------------------------------------------------- | ------------------ |
| Amerikai Egyesült Államok US Billboard Dance Club Songs | 35                 |